# Timbergek
Timbergek è stata una serie a fumetti di genere western pubblicata in Italia negli anni cinquanta dalle Edizioni del Vascello; venne ideata dallo stesso editore, Renzo Barbieri, e disegnata da Pietro Gamba. Gli albi vennero pubblicati nel caratteristico formato a strisce tipico del periodo. La serie venne parzialmente ristampata negli anni novanta.